# Hidroeléctrica Chixoy
La Hidroeléctrica Chixoy es una central hidroeléctrica que se extiende en el Río Chixoy. El total de la potencia que genera es de 300 MW, siendo la planta de mayor capacidad de generación eléctrica de Guatemala.
La Planta Hidroeléctrica se ubica en la aldea Quixal, en San Cristóbal Verapaz, mientras la Presa Pueblo Viejo a 26 km de distancia. La represa es de concreto armado, ubicada en la confluencia de los ríos Chicruz, Salamá y Negro, entre Cubulco, Baja Verapaz, y San Cristóbal Verapaz, Alta Verapaz. Se ubica en un punto en donde convergen tres departamentos: Baja Verapaz, Alta Verapaz y Quiché, muy cerca de la Franja Transversal del Norte en Guatemala.
Esta construcción realizada de 1976 a 1985 es una obra de ingeniería de gran magnitud, considerada la más grande en la historia de Guatemala.
La construcción de la presa fue muy controversial y desplazó a muchos pueblos indígenas mayas achíes. Las reubicaciones forzadas por el gobierno dieron lugar a las masacres de Río Negro, que causaron hasta 5.000 muertes entre 1980 y 1982.

## Historia
En 1975, durante el gobierno del general Kjell Eugenio Laugerud García el Instituto Nacional de Electrificación (INDE) presentó el proyecto para la construcción de la Planta Hidroeléctrica de Chixoy para solucionar los problemas de energía de Guatemala; el plan fue financiado por el Banco Mundial y el Banco Interamericano de Desarrollo (BID). El plan contemplaba la inundación de 50 km a lo largo del río, y el INDE se comprometió reubicar a los 3500 pobladores afectados por dicha inundación.
En 1978, el gobierno del general Fernando Romeo Lucas García declaró a esa región de 50 kilómetros en estado de emergencia, por la inminente construcción de la presa. Todas las comunidades aceptaron, exceptuando la de Río Negro, la que fue evacuada por la fuerza, con el costo de numerosas personas muertas.
El INDE contrató a la firma consultora LAMI, conformada por las empresas Lahmeyer de Alemania, Motor - Colombus de Suiza e International Engineering Company, Inc. de Estados Unidos, para dirigir el desarrollo del proyecto de la hidroeléctrica. Para LAMI trabajaron las compañías: COFEGAR, HOLCHTIEF, ICA, ICOGUA, LAVALIN, MITSUBISHI, NELLOLTER, QUASIM, SHOKE WALTMAN, SOREFOMER, Sulzer Escher Wyss, y SWISS BORING.

### Premio
En 1985, la empresa multinacional Ingersoll Rand otorgó a la Hidroeléctrica Chixoy el Premio Mundial de Ingeniería "Ingersoll Rand", por su impresionante infraestructura y el esfuerzo que implicó su construcción.

## Información técnica
La hidroeléctrica Chixoy está situada en una zona montañosa comprendidas entre los 500 y 3 mil metros sobre el nivel del mar.

### Presa Pueblo Viejo
Este embalse se encuentra a 705 m s. n. m., y es de regulación anual, permitiendo así su funcionamiento tanto en invierno como en verano. Tiene una cota de operación de 803 metros sobre el nivel del mar y cuenta con una capacidad de regular el 90 % de los afluentes de los ríos Salamá, Carchelá y Chixoy.
La presa es de 110 metros de altura, está conformada por arcilla y roca confinada, material que se encuentra en las montañas que rodean la hidroeléctrica. Por estas características se dice que la presa es de tipo de enrocamiento.

#### Bocatoma
Es la toma de agua del embalse que lo conecta al túnel de aducción. En ella existen compuertas que tiene la capacidad de cerrar el paso del agua hacia el túnel. Escaleras permiten ingresar a los túneles de aducción, contempladas en los rangos de seguridad industrial, para revisar filtraciones y presiones en la estructura de la presa.

#### Túnel de aducción
Tiene la función de transportar el agua desde el embalse hasta la casa de máquinas y comprende el tramo entre la toma de agua; tiene 26 kilómetros de longitud y 4,93 metros de diámetro, por el que se transporta un caudal máximo de diseño de 75 metros cúbicos por segundo. De la presa hasta la casa de máquinas existe un desnivel de 500 metros.

### Planta Hidroeléctrica Chixoy
Esta planta se encuentra en la aldea Quixal a 40 km del centro del municipio. Allí se produce la energía eléctrica y se transmite hacia la Ciudad Capital. El total de la potencia producida es de 300 MW, con una potencia efectiva de 280.983 MW. Esta planta tiene la capacidad de absorber y aportar potencia reactiva, aunque no se le paga por este servicio.

#### Chimenea de equilibrio
Es una chimenea que se encuentra en Quixal a 26 km de distancia pero a la misma altura de la Presa Pueblo Viejo en medio del túnel de aducción. Esta chimenea tiene la función de expulsar el aire que ha ingresado al túnel, como también absorber el agua forzada que no se utilizará cuando se cierra una de las cinco válvulas esféricas (una por cada unidad) encargadas de detener el paso de agua hacia las turbina.

#### Cámara de Válvulas
Es en donde se ubica un conjunto de dispositivos que controlan una válvula que cierra el paso del túnel de aducción para la casa de máquinas.

#### Tubería de Presión
Recoge el agua desde la cámara de válvulas y la transporta a la Planta Hidroeléctrica Chixoy, presentando un nivel de 500 de caída bruta.

#### Casa de máquinas
Es la parte de la Planta Hidroeléctrica Chixoy en la que a través de los componentes mecánicos, eléctricos y electrónicos, se transforma la energía potencial del agua en energía eléctrica. Frente a la casa de máquinas, se construyó la subestación Quixal, en la que se ubican los dispositivos para transportar la energía eléctrica a todo el país.
- Turbinas: a través de las turbinas pasa el agua proveniente de la tubería de presión para generar energía eléctrica. La casa de máquinas contiene a las 5 turbinas del tipo Pelton, de eje vertical con 6 toberas. Cada turbina con un generador Mitsubishi con potencia de 60 MW (megavatios), que funcionan a una velocidad de 360 revoluciones por minuto (6 revoluciones por segundo).
- Válvula esférica (maquinaria): cierra o abre el paso del agua de la tubería de presión a las turbinas. Esta función se utiliza para realizar tareas de  mantenimiento a la turbina o cuando una de ellas se habilita como condensador sincrónico.
- Maquinaria amarilla: esta maquinaria permite controlar la operación tanto manual como automática de las compuertas del vertedero, las que están destinadas a liberar el agua del embalse, cuando se rebasa la capacidad de almacenamiento.
- Transformadores: existen seis transformadores marca Toshiba, situados en las afueras de la Casa de Máquinas, que tienen como función elevar el nivel de tensión de la generación (13,8 kV) al nivel de transmisión (230 kV). Cada uno de ellos, tiene una capacidad nominal de 54.1 MVA, con una capacidad de sobrecarga de 67.62 MVA.
- Sala de mando (equipo): cuenta con un equipo electrónico moderno, en el que se controla la operación y generación de la hidroeléctrica Chixoy. El personal que labora en el centro de control se encuentra capacitado para atender cualquier imprevisto. Gracias a su arduo trabajo es posible la generación de energía diariamente, la que ilumina los hogares guatemaltecos y contribuye al desarrollo del país.
- Subestación: es el área que maneja la transmisión de la energía eléctrica al sistema nacional interconectado.

#### Desfogue
El vertedero cuenta con tres compuertas de regulación. Está diseñado con un canal de descarga revestido de hormigón armado, para llevar el excedente de los afluentes de las aguas de los ríos que llegan al pie de la presa. En la hidroeléctrica se construyeron tres compuertas, con una altura de tres metros cada una, para elevar su capacidad de almacenamiento. La presa también cuenta con otras compuertas, las que se localizan en la bocatoma, cuya función es la de regular la cantidad de agua que llega hasta las turbinas.

## Beneficios de la Hidroeléctrica
En sus inicios la capacidad instalada de la hidroeléctrica Chixoy fue el doble de la energía eléctrica que se consumía en Guatemala en el año de 1982. Con una capacidad de generación de 300 megavatios, ahora produce cerca del 15% de la producción nacional de electricidad, que cubre principalmente la Tarifa Social.
La hidroeléctrica beneficia a Guatemala pues ayuda al país al generar energía eléctrica a bajo costo, al minimizar la dependencia de los derivados del petróleo y cubrir así la demanda del sistema nacional interconectado. La Hidroeléctrica Chixoy ha generado desde  junio de 1983, mes de su inauguración, a la fecha aproximadamente 41.8 millones de MWh.  Esta cantidad de energía equivaldría a cubrir el suministro de 2,402,299 viviendas rurales por mes durante trescientos cuarenta y ocho meses.
Su generación hidráulica ha evitado la emisión de:
- 23,41 millones de toneladas de CO2, (dióxido de carbono)
- 334,8 mil toneladas de SO2, (dióxido de azufre)
- 54,4 mil toneladas de NOx, (óxidos de Nitrógeno)

y el consumo de combustible fósil por aproximadamente 2,786 millones de galones (66.3 millones de barriles) de combustible bunker o su equivalente de 3,483 millones de galones (82.9 millones de barriles) de combustible diésel.

## Resarcimiento a las víctimas de las masacres de Río Negro
El 15 de octubre de 2015 se hizo efectiva la primera parte del plan de reparación que se acordó entre el Estado de Guatemala y los sobrevivientes y descendientes de las víctimas de las masacres de Río Negro que se produjeron en 1982 durante la construcción de la hidroeléctrica.  El acuerdo se firmó en 2014 y se inició con la entrega de veintidós millones de quetzales a las familias afectadas de las treinta y tres comunidades en donde se construyó la hidroeléctrica Chixoy. Ahora bien, la cantidad entregada es solamente la quinta parte de lo acordado, por lo que los dirigentes de los afectados se quejaron de que el dinero «no es un regalo, sino un derecho adquirido» que les debe el gobierno guatemalteco; además, recordó que también el Banco Mundial y el Banco Interamericano de Desarrollo son responsables de los actos violentos, por haber financiado el proyecto.